# Scottsville (Virgínia)
Scottsville é uma cidade  localizada no estado norte-americano de Virginia, no Condado de Albemarle e Condado de Fluvanna.

## Demografia
Segundo o censo norte-americano de 2000, a sua população era de 555 habitantes.
Em 2006, foi estimada uma população de 568, um aumento de 13 (2.3%).

## Geografia
De acordo com o United States Census Bureau tem uma área de
4,0 km², dos quais 4,0 km² cobertos por terra e 0,0 km² cobertos por água. Scottsville localiza-se a aproximadamente 93 m acima do nível do mar.

## Localidades na vizinhança
O diagrama seguinte representa as localidades num raio de 36 km ao redor de Scottsville.